# Viejos
Viejos és una pel·lícula de terror geriàtric espanyola del 2022 dirigida per Raúl Cerezo i Fernando González Gómez, protagonitzada per Zorion Eguileor, Gustavo Salmerón, Paula Gallego, i Irene Anula.

## Argument
Ambientada a Madrid durant una onada de calor, la trama segueix l'estrany comportament de la gent gran, centrada en el deteriorament de l'octogenari Manuel arran del suïcidi de la seva dona Rosa i les accions de la família de Manuel (el fill Mario, la nora Lena i la néta Naia), d'altra manera,  en desacord amb la perspectiva d'acollir-lo.

## Repartiment
- Zorion Eguileor com a Manuel[4]
- Gustavo Salmerón com a Mario[4]
- Irene Anula com a Lena[4]
- Paula Gallego com a Naia[4]
- Ángela López Gamonal com a Rosa[5]

## Producció
El guió va ser escrit per Raúl Cerezo, Javier Trigales i Rubén Sánchez Trigos. La producció de A Person's Films, La Dalia Films i Antídoto Films, la pel·lícula va comptar amb la col·laboració del Govern de Navarra i la Navarra Film Commission i el suport de l'Ajuntament de Madrid. Els exteriors es van rodar a Madrid i Navarra.

## Estrena

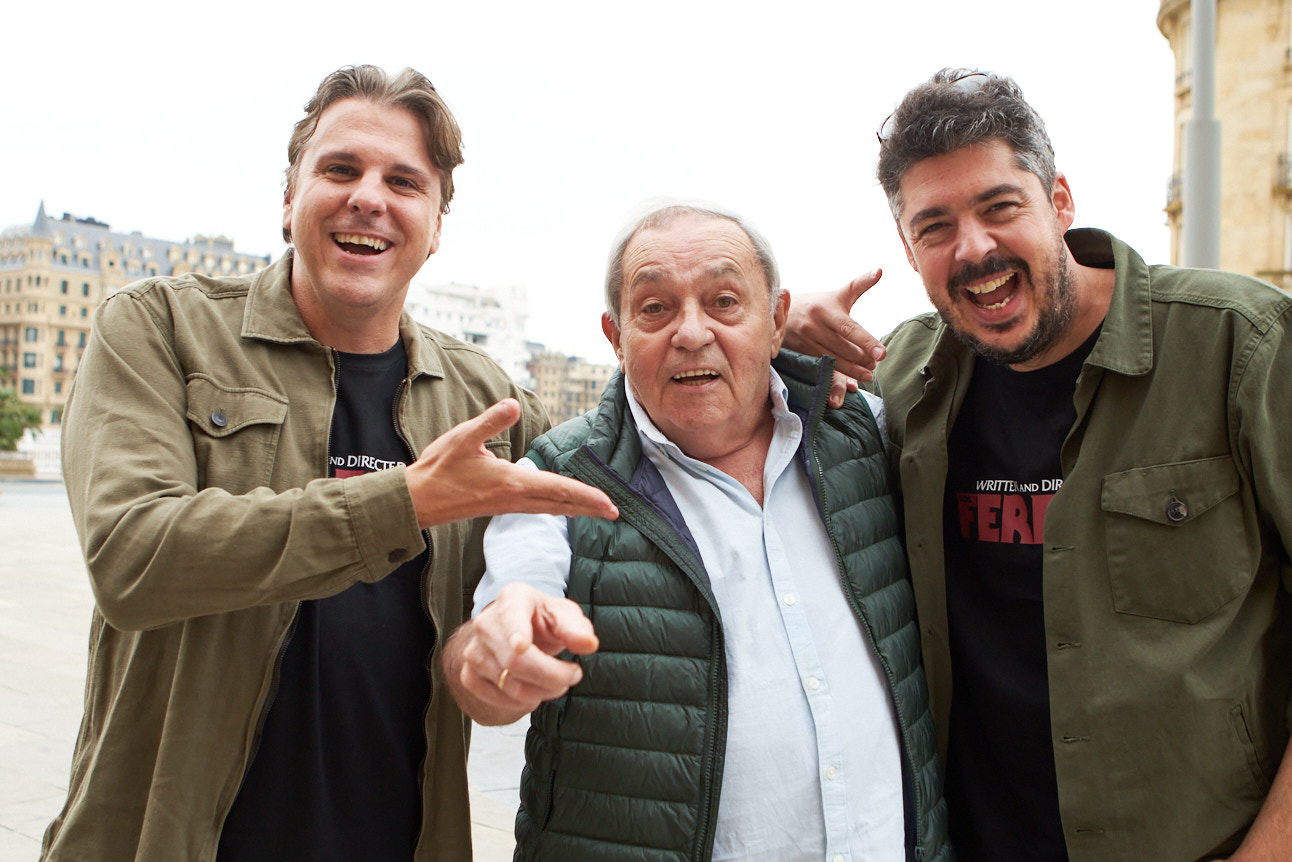
Raúl Cerezo, Zorion Eguileor i Fernando González Gómez assistint al Festival de Cinema de Fantasia i Terror de Sant Sebastià l'octubre de 2022

La pel·lícula va fer la seva estrena mundial al FanTasia de Mont-real el 16 de juliol de 2022 Tenia la seva estrena als Estats Units al Fantastic Fest d'Austin el setembre de 2022. La seva estrena europea estava programada al LV Festival Internacional de Cinema Fantàstic de Catalunya l'octubre de 2022.

## Recepció
Andrew Mack de ScreenAnarchy  va descriure la pel·lícula com un "terror misteriosament pervers que comença com una història de residència i influència sobrenatural en els nostres avis", amb "tot l'infern" en un "final impressionant de 15 minuts".
Meagan Navarro de Bloody Disgusting va valorar que "l'intens final no pot compensar l'acumulació lenta i massa misteriosa", amb els dirigents que afavoreixen l'ambigüitat perllongada en la major part de la pel·lícula per sobre de qualsevol altra cosa.
Nick Allen de RogerEbert.com va valorar la pel·lícula com a "desequilibrada", amb les seves composicions visuals "tan impactants", però "la seva trama canvia l'ominós per l'obvi".
Sharai Bohannon de Dread Central ' va puntuar la pel·lícula amb 4½ sobre 5 estrelles, considerant que era una "cavalcada caòtica inquietant i mortal", una "pel·lícula preciosa, amb la quantitat justa d'esgarrifança, tensió i drama".